# Wiedermuth
Wiedermuth ist ein Ortsteil der Stadt Ebeleben im Kyffhäuserkreis in Thüringen.

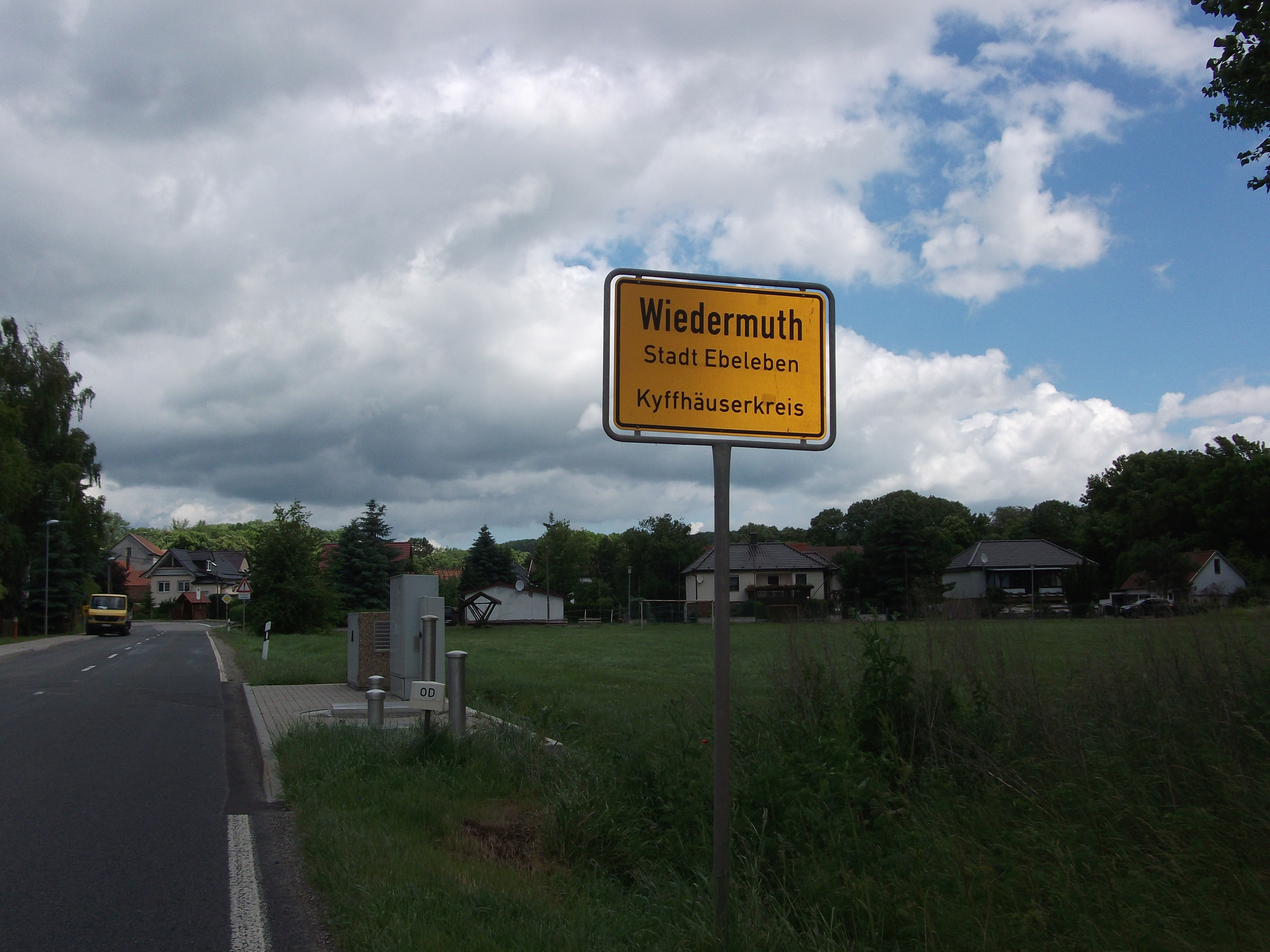
Ortseingang

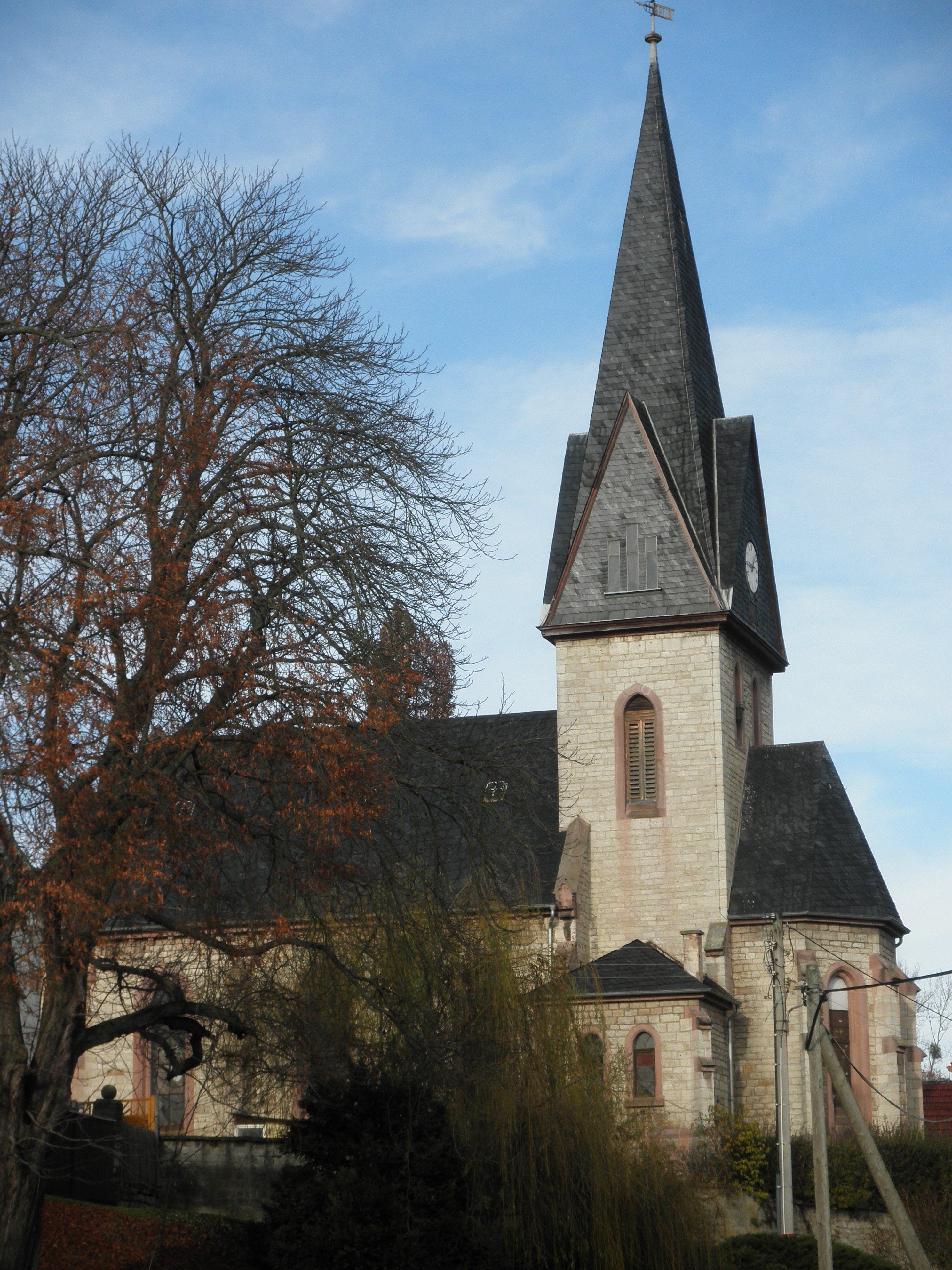
St.-Petrus-Kirche

## Geografie
Wiedermuth liegt nordwestlich von Ebeleben an der Landesstraße 1032 von Ebeleben nach Deuna führend im kupierten Ackerbaugebiet rund um die Kernstadt. Am östlichen Ortsrand mündet der Loosbach in die von Norden heran fließende Helbe.

## Geschichte
Das Dorf wurde am 7. Juli 1128 erstmals urkundlich erwähnt. Wiedermuth war einst Kirchengut der Ortschaft Marksußra. Es gab einen Gerichtsplatz, auf dem Menschen verurteilt und verbrannt worden sind. Die Pest wütete hier 1598, 1611–1612 und 1635. Zur Erinnerung an das tragische Geschehen steht die Pestlinde im Ort. 1892 bauten die Bewohner eine neue Kirche im gotischen Stil. Bis 1918 gehörte der Ort zur Unterherrschaft des Fürstentums Schwarzburg-Sondershausen.
Am 8. März 1994 erfolgte die Eingemeindung nach Ebeleben. 2008 lebten im Ort 181 Einwohner. Die Bauern des Dorfes mussten in den 1950er Jahren auch den Weg der Kollektivierung ihrer Betriebe gehen.

## Persönlichkeiten
- Friedrich Apfelstedt (1811–1892), Pfarrer und Heimatforscher
- Otto Reinhardt (1826–1915), Jurist, Staatsminister und Mitglied des Deutschen Reichstags